# Bocana linusalis
Bocana linusalis är en fjärilsart som beskrevs av Walker 1858. Bocana linusalis ingår i släktet Bocana och familjen nattflyn. Inga underarter finns listade i Catalogue of Life.